# 16 marzo
Il 16 marzo è il 75º giorno del calendario gregoriano (il 76º negli anni bisestili). Mancano 290 giorni alla fine dell'anno.

## Eventi
- 37 - Muore l'imperatore romano Tiberio
- 453 - Muore il sovrano Unno Attila
- 455 - Muore, ucciso in una congiura, l'imperatore romano d'Occidente Valentiniano III
- 1244 - Duecento Catari bruciati durante l'Assedio di Montségur[1]
- 1424 - Viene fondata la Lega Grigia, la prima delle Tre Leghe (con la Lega Caddea e la Lega delle Dieci Giurisdizioni) che formano l'odierno Canton Grigioni.
- 1517 - Si chiude il Concilio Lateranense V
- 1521 - Ferdinando Magellano raggiunge le Filippine durante la prima circumnavigazione del globo[2]
- 1660 - In Inghilterra viene sciolto il Lungo Parlamento[3]
- 1792 - Gustavo III di Svezia è vittima di un attentato, morirà il 29 marzo
- 1802 - Viene fondata l'Accademia Militare degli Stati Uniti[4]
- 1815 - Guglielmo I diventa re dei Paesi Bassi
- 1850 - Nathaniel Hawthorne pubblica La lettera scarlatta[5]
- 1861 - Arizona e Nuovo Messico secedono dagli Stati Uniti d'America[6]
- 1869 - Invenzione della motocicletta
- 1872 - Si gioca la prima finale di FA Cup, vinta dai The Wanderers: è la prima coppa nazionale di calcio assegnata[7]
- 1900 - Sir Arthur Evans acquista il terreno attorno alle rovine di Cnosso, sull'isola di Creta[8]
- 1909 - Viene completata la costruzione del HMS Invincible, il primo incrociatore da battaglia del mondo
- 1924 - Il re d'Italia Vittorio Emanuele III di Savoia si reca a Fiume.
- 1926
  - Inizia il processo per l'assassinio di Giacomo Matteotti
  - Robert Goddard lancia il primo razzo a propellente liquido ad Auburn (Massachusetts)
- 1935 - Adolf Hitler ordina il riarmo della Germania in violazione del Trattato di Versailles: nasce la Wehrmacht
- 1942 - Viene approvato con regio decreto legge 16 marzo 1942-XX n.262 il testo del nuovo codice civile italiano
- 1945 - La città di Würzburg, in Germania, è colpita da bombardieri britannici: verrà distrutto il 90% della città con 5000 vittime
- 1946 - Umberto II di Savoia firma il decreto luogotenenziale n° 98 con cui viene indetto il referendum che avrebbe portato alla nascita della Repubblica Italiana
- 1956 - L'Austria entra a far parte del Consiglio d'Europa
- 1958 - Oltre 6000 giovani membri dell'associazione buddhista Soka Gakkai si radunano in Giappone per rendere omaggio al secondo presidente Jōsei Toda, ormai prossimo alla morte che lo coglierà due settimane dopo, e per raccogliere la sua eredità nella propagazione dei valori del buddhismo di Nichiren Daishonin
- 1966
  - Viene lanciata dal John F. Kennedy Space Center la missione spaziale Gemini 8, che nello stesso giorno effettua il primo aggancio nella storia dei voli umani dello spazio
  - L'ultima Studebaker, dopo 8947196 esemplari prodotti, esce dagli stabilimenti di Hamilton[9]
- 1968 - Guerra del Vietnam: soldati americani entrano nel villaggio di My Lai e uccidono 347 persone, in gran parte anziani, donne e bambini; passerà alla storia come il Massacro di My Lai
- 1972 - Viene demolito il primo edificio del complesso abitativo Pruitt-Igoe[10]
- 1978
  - In un agguato a Roma in Via Fani, le Brigate Rosse rapiscono Aldo Moro uccidendo i cinque uomini della scorta
  - Naufragio della petroliera Amoco Cadiz in Bretagna (Francia): uno dei più gravi sversamenti in mare di petrolio di sempre
- 1984 - William Buckley, capo delle operazioni della CIA a Beirut (Libano), viene rapito da fondamentalisti islamici e morirà durante la prigionia[11]
- 1985 - Il giornalista dell'Associated Press, Terry Anderson viene preso in ostaggio a Beirut; verrà liberato il 4 dicembre 1991[12]
- 1986 - Dopo un referendum, la Svizzera rifiuta l'ingresso nelle Nazioni Unite; vi entrerà solo nel 2002[13]
- 1988
  - Scandalo Iran-Contra: il tenente colonnello Oliver North e il vice ammiraglio John Poindexter vengono incriminati per cospirazione[14]
  - Usando armi chimiche, il regime iracheno stermina 5000 curdi della cittadina di Halabja; nelle giornate successive ne muoiono altre migliaia[15][16]
- 1995 - Stati Uniti d'America: il Mississippi ratifica formalmente il XIII° emendamento della Costituzione, originario del 1865, divenendo l'ultimo degli Stati federati ad approvare l'abolizione della schiavitù
- 2001
  - Il Senegal firma un accordo per il cessate il fuoco con il separatisti della Casamance, dopo un conflitto vecchio di tredici anni
  - Milano: viene eseguito il trapianto di una parte del fegato donato dal figlio al padre sessantenne; è il primo in Italia fra adulti e con donatore vivo
- 2010 - Le Tombe di Kasubi, uno dei tre Patrimoni dell'umanità che si trovano in Uganda, sono distrutte da un incendio
- 2020 - Il cantante Chris Martin inaugura la serie di concerti online Together at Home a sostegno dell'OMS[17]

## Nati
Ci sono circa 1 240 voci su persone nate il 16 marzo; vedi la pagina Nati il 16 marzo per un elenco descrittivo o la categoria Nati il 16 marzo per un indice alfabetico.

## Morti
Ci sono circa 520 voci su persone morte il 16 marzo; vedi la pagina Morti il 16 marzo per un elenco descrittivo o la categoria Morti il 16 marzo per un indice alfabetico.

## Feste e ricorrenze

### Civili
Internazionali:
- Giornata del panda[18]

### Religiose
Cristianesimo:
- Sant'Agapito di Ravenna, vescovo
- Sant'Allo di Bobbio (Allone), monaco
- San Damiano di Terracina, diacono e martire
- Sant'Eriberto di Colonia, vescovo
- Santa Eusebia di Hamay, badessa
- San Jean de Brébeuf, gesuita, martire in Canada
- San Giuliano di Anazarbo, martire venerato a Rimini
- Santi Ilario e Taziano, martiri di Aquileia
- San Papas, martire in Licaonia
- San Sabino, martire (Chiesa ortodossa e Chiese di rito orientale)
- San Serapione di Novgorod, arcivescovo (Chiese di rito orientale)
- Beata Benedetta di Assisi
- Beato Eriberto di Namur
- Beato Ferdinando Valdes, vescovo
- Beati Giovanni Amias e Roberto Dalby, sacerdoti e martiri
- Beato Giovanni de Surdis Cacciafronte, vescovo e martire
- Beato Torello da Poppi, eremita

Religione romana antica e moderna:
- Processione degli Argei (Itur ad Argeos)

Soka Gakkai:
- Festa dei giovani (dal 1958)